# López (Filipinas)
López es un municipio filipino de primera clase, perteneciente a la provincia de Quezon, en la región de Calabarzon.

## Historia
El pueblo se formó en 1857, cuando se separó del de Gumaca. Por alrededor de esas fechas, el lugar, ya por entonces perteneciente a la provincia de Tayabas, tenía contabilizada una población de 3612 habitantes, repartidos en alrededor de seiscientas casas. Aparece descrito en el Estado geográfico, topográfico, estadístico, histórico-religioso, de la santa y apostólica provincia de S. Gregorio Magno (1865) de Félix de Huerta con las siguientes palabras:

LOPEZ. De una visita del pueblo de Gumaca, llamada Talolong, se formó este pueblo con el nombre que lleva, segun decreto del Superior Gobierno espedido el 30 de Junio de 1857. Se halla enclavado á los 13° 57' 40" de latitud, sobre las márgenes de dos arroyos, que corriendo de S. á N. desembocan en la bahia de Lamon. Confina por N. con el pueblo de Calauang, distante cuatro leguas, por E. y S. con las cordilleras de montes que atraviesan la provincia y corren á Camarines Norte; y por NO. con el pueblo de Gumaca y bahía de Lamon, á tres leguas del primero y una de la segunda. Su clima es templado y saludable, ventilado del Norte y Oeste, surtiéndose de aguas de los dos mencionados arroyos que son de buena calidad: tiene dos caminso de herradura para los pueblos de Calauag y Gumaca, recibiéndose el correo semanalmente. La Iglesia y casa parroquial son de caña y nipa, dedicada la primera á Ntra. Señora del Rosario: tiene un miserable tribunal, y una escuela dotada por los fondos de Comunidad, y todo el pueblo se compone de unas seiscientas casas muy decentes, de caña y nipa. Actualmente es su Cura Párroco el R. P. Fr. Dionisio Martin, confesor, de 32 años de edad. El término es montuoso, especialmente por el E. y S., pero tiene bastante llanuras para la labranza, donde rocogen mucho arroz, maiz y caña dulce, y produciría mas si utilizasen las aguas de los dos arroyos mencionados arriba, en el riego. Sus naturales se dedican á la agricultura, beneficio de aceite de coco, á la caza y pesca, y las mugeres al tejido de guinaras y petates de burí.
(Huerta, 1865, pp. 251-252)

En 2020, tenía censados 94 657 habitantes.